# Węzeł (teoria węzłów)

Tablica węzłów pierwszych z nie więcej niż siedmioma skrzyżowaniami (nie licząc odbić lustrzanych)

Węzeł (ang. knot) – dowolna krzywa zwykła zamknięta zanurzona w trójwymiarowej przestrzeni euklidesowej (R3).
Dwa węzły {\displaystyle K} i {\displaystyle L} są równoważne, jeśli istnieje homeomorfizm przestrzeni {\displaystyle \mathbb {R} ^{3}} na siebie, przekształcający jeden węzeł w drugi, tj. istnieje taki homeomorfizm
{\displaystyle h\colon \mathbb {R} ^{3}\to \mathbb {R} ^{3},}
że
{\displaystyle h(K)=L}.
Rozważany wyżej homeomorfizm należy odróżnić od homeomorfizmu między węzłami. Każdy węzeł, jako krzywa zwykła zamknięta, jest homeomorficzny z okręgiem, a przez to z każdym innym węzłem. Własność zawęźlenia nie jest więc wewnętrzną własnością węzła, ale charakteryzuje sposób, w jaki krzywa ta leży w przestrzeni trójwymiarowej.
Węzeł trywialny to węzeł równoważny z okręgiem.
Intuicyjnie: dwa węzły są równoważne, jeśli można je przekształcić jeden w drugi przez manipulacje sznurkiem bez rozcinania go i sklejania.
Najprostsze przykłady nietrywialnych węzłów to Trójlistnik (nr 31 w tablicy), Ósemka (41) i Pięciolistnik (nr 51)
Klasyfikacja węzłów polega na znajdowaniu niezmienników, które zachowywałyby się przy przekształceniach węzła, np. J.V. Alexander stworzył algorytm przyporządkowujący każdemu węzłowi wielomian. Dwa węzły o różnych wielomianach są na pewno różne, jednak zdarzają się dwa różne węzły o tym samym wielomianie.

## Rodzaje węzłów

Węzeł dziki

Kilka węzłów splecionych ze sobą nazywanych jest splotem. Węzeł to splot o jednej składowej.
Węzeł poskromiony (ang. tame knot) to taki, który da się przedstawić w postaci skończonej, zwyczajnej i zamkniętej łamanej w {\displaystyle R^{3}.} Pozostałe węzły nazywane są dzikimi (ang. wild knot).
Węzeł pierwszy (ang. prime knot) to taki nietrywialny węzeł, który nie jest sumą spójną dwóch nietrywialnych węzłów.
Węzeł torusowy (p, q) (ang. torus knot) to węzeł powstały przez owinięcie sznurka wokół torusa p razy w jednym kierunku i q w drugim. Gdzie p i q są naturalnymi liczbami względnie pierwszymi. Najprostszym przykładem jest Trójlistnik, czyli węzeł torusowy (3, 2).